# Thaumastodermatidae
Thaumastodermatidae zijn een familie van de buikharigen. 

## Taxonomie
De volgende taxa zijn bij de familie ingedeeld:
- Onderfamilie Diplodasyinae Ruppert, 1978
  - Geslacht Acanthodasys Remane, 1927
  - Geslacht Diplodasys Remane, 1927
- Onderfamilie Thaumastodermatinae Remane, 1927
  - Geslacht Hemidasys Claparède, 1867
  - Geslacht Oregodasys Hummon, 2008
  - Geslacht Pseudostomella Swedmark, 1956
  - Geslacht Ptychostomella Remane, 1926
  - Geslacht Tetranchyroderma Remane, 1926
  - Geslacht Thaumastoderma Remane, 1926

### Synoniemen
- Echinodasys => Tetranchyroderma Remane, 1926
- Platydasys Remane, 1927 => Oregodasys Hummon, 2008
- Tetranchyderma => Tetranchyroderma Remane, 1926
- Thaumastroderma => Thaumastoderma Remane, 1926